# Susz
Susz (niem. Rosenberg in Westpreußen) – miasto w województwie warmińsko-mazurskim, w powiecie iławskim, nad jeziorem Suskim, na trasie linii kolejowej Warszawa Wschodnia – Gdańsk Główny. Przez miasto przebiegają dwie drogi wojewódzkie: nr 515 i nr 521. Miejscowość jest siedzibą gminy miejsko-wiejskiej Susz. 
Według danych GUS z 1 stycznia 2024 r. Susz liczył 5245 mieszkańców.

## Położenie
Pod względem historycznym Susz położony jest w historycznych Prusach Górnych, w ramach których należy do dawnej Pomezanii. Etnograficznie stanowi także część Powiśla.
Według regionalizacji fizycznogeograficznej Polski miasto położone jest na Pojezierzu Łasińskim.

## Historia

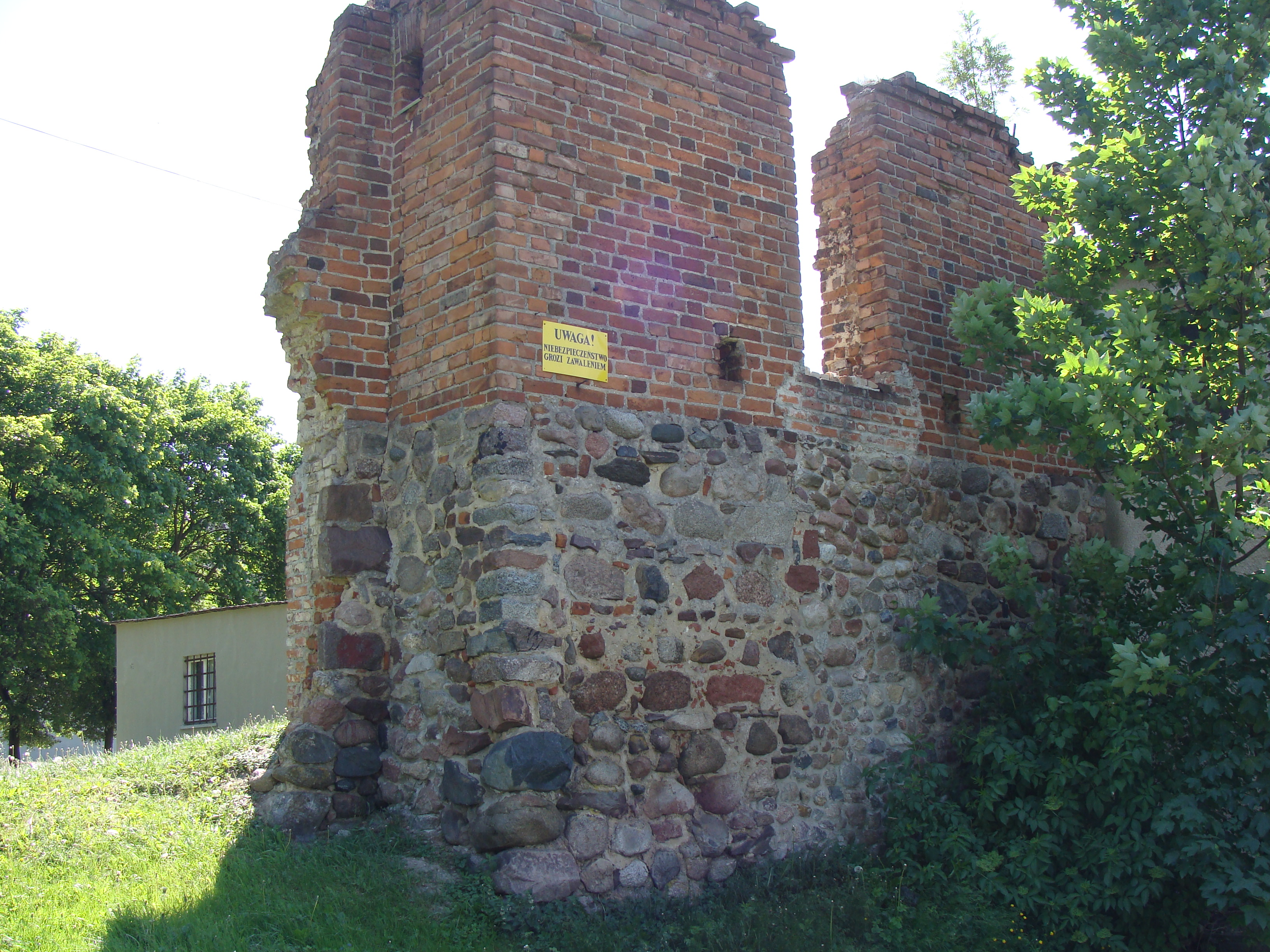
Pozostałości murów miejskich z XIV wieku

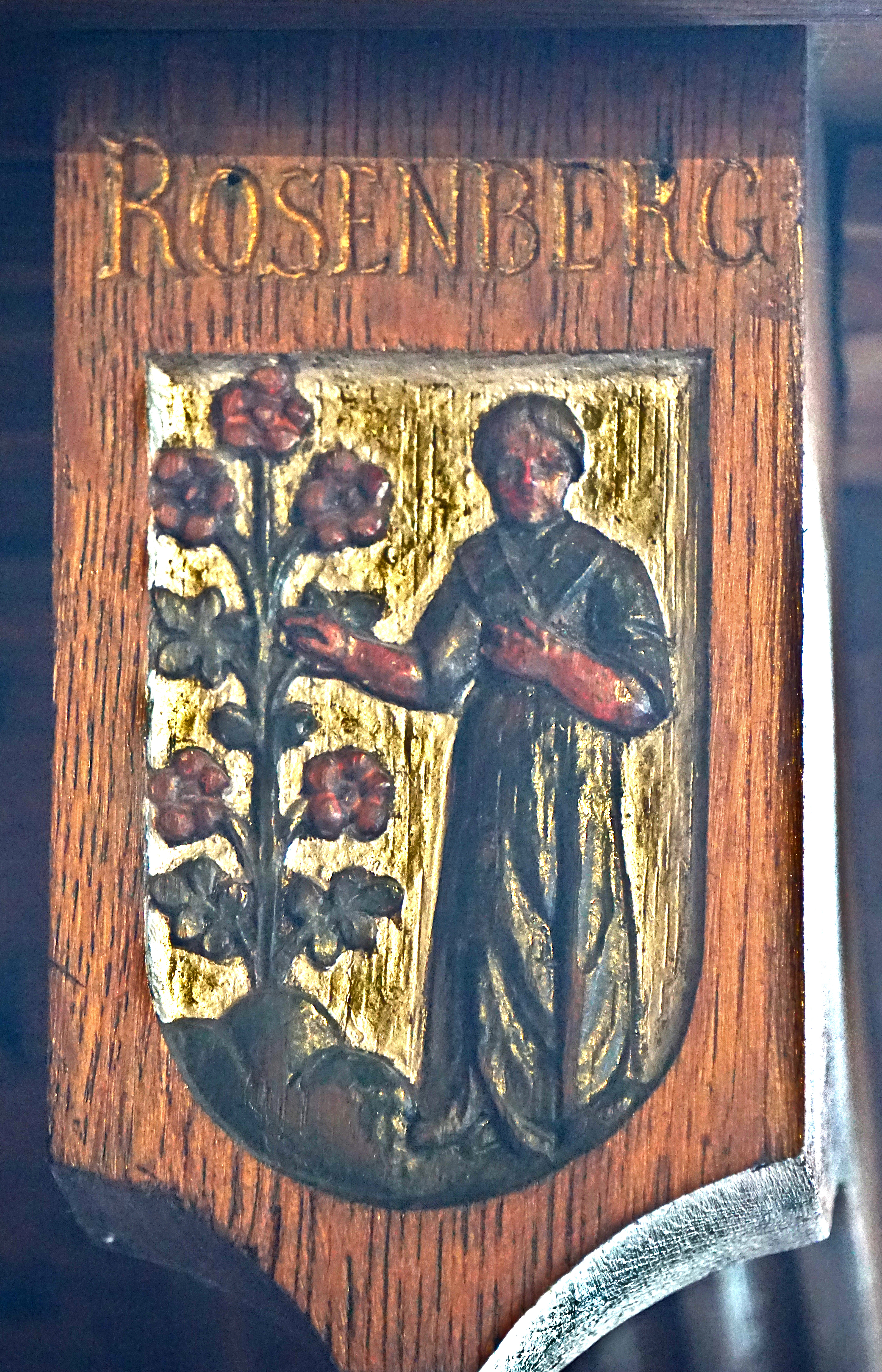
Herb Susza w sali plenarnej staromiejskiego ratusza w Gdańsku

Na terenie grodziska w Suszu w XII–XIII wieku istniała osada zamieszkała przez ludność pruską. Na fakt, że zamieszkiwała ją ludność pruska wskazuje nazwa samej miejscowości, która pochodzi od pruskiego imienia Suse. Od momentu przekazania Krzyżakom jako lenna kasztelanii chełmińskiej przez Konrada Mazowieckiego w 1228 roku, do całkowitego podbicia Pomezanii w 1236 roku minęło 8 lat. W tym też czasie Krzyżacy musieli opanować pruską osadę. Krzyżacy dla utrwalenia swojego stanu posiadania zbudowali fortyfikację w formie nasypu ziemnego w formie czworoboku wzmocnionego drewniana palisadą i otoczonego dwiema głębokimi fosami. Na zdobytych obszarach już w 1243 roku Stolica Apostolska ustanowiła diecezję pomezańską. W jej skład weszły tereny całej Pomezanii i części Pogezanii. Gdy w 1285 roku biskup pomezański ustanowił kapitułę w Kwidzynie Susz wszedł w skład jego uposażenia. Po stłumieniu II powstania pruskiego w 1283 roku Krzyżacy rozpoczęli kolonizować okolice i lokować miasta. Dla Susza zachował się jedynie dokument odnawiający przywileje lokacyjne z datą 1315, jednak uważa się, że lokacja została przeprowadzona w okolicach 1305 roku. Wtedy też zaczęto budować miasto na nowym planie jako stolicy posiadłości kapituły pomezańskiej. W momencie odnowienia przywileju lokacyjnego w 1315 roku, miasto posiadało fosę oraz mury obronne z siedemnastoma wieżami, trzema bramami i furtą. Na terenie drewnianego grodu wzniesiono murowane zabudowania zamkowe. Miasto nosiło wówczas nazwę Rosenberg. W 1414 podczas wojny polsko-krzyżackiej miasto zostało zniszczone przez wojska polskie, kolejne zniszczenia przyniosła wojna trzynastoletnia.

Akt oddania się stanów pruskich królowi Kazimierzowi IV Jagiellończykowi i Koronie Królestwa Polskiego, 1454, Archiwum Główne Akt Dawnych

W czerwcu 1454 miasto zostało częścią Związku Pruskiego, na prośbę którego król Kazimierz IV Jagiellończyk ogłosił włączenie regionu, w tym miasta, do Korony Polskiej. Po bitwie pod Chojnicami we wrześniu 1454 miasto znalazło się w rękach krzyżackich, a w 1461 zostało ponownie zajęte przez oddziały polskie, które utrzymały miasto do końca wojny trzynastoletniej. Na mocy kończącego wojnę pokoju toruńskiego Susz został częścią Korony Polskiej jako lenno. Od XIV do XVII w. na rynku stał ratusz. Susz należał do kapituły pomezańskiej, od 1525 po sekularyzacji Prus podlegało ostatniemu biskupowi sambijskiemu Jerzemu Palentzowi. Kolejnymi właścicielami były rody von Tettau, Wittenau oraz Finckensteinowie. Mury miejskie ze względu na bardzo zły stan techniczny zostały rozebrane w XIX wieku.

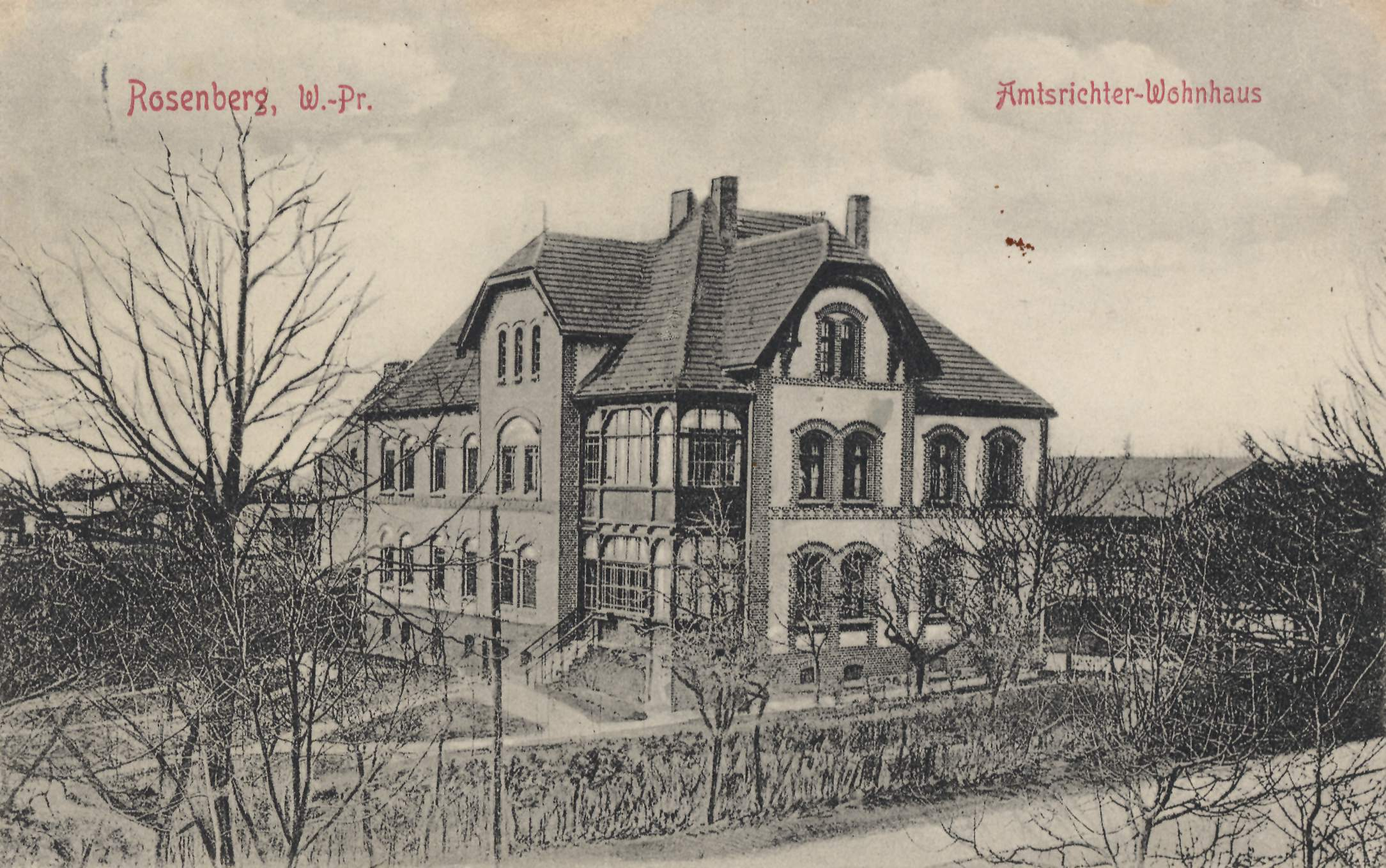
Susz na widokówce z pocz. XX w.

W 1818 Susz został miastem powiatowym. W latach 1845–1846 wybudowano drogę do Iławy, a w 1876 – linię kolejową do Malborka. Ułatwiło to komunikację i umożliwiło szybszy rozwój miasta. W 1831 r. miała miejsce w mieście epidemia cholery, w wyniku której zmarło ok. 100 osób. W XIX w. na obszarze miasta funkcjonowało kilka większych zakładów, m.in.: fabryka pieców (założona przez Piotra Kraszyńskiego), browar, rzeźnia, drukarnia (wydająca lokalną gazetę „Rosenberger Kreisblatt”, od 1894 r. „Rosenberger Kreiszeitung”; gazeta przestała ukazywać się w 1934 roku).
W XX w. w mieście wybudowano instalację wodociągową (1914–1915), elektrownię (1921) i nową szkołę (1928–1929) oraz uruchomiono połączenia autobusowe z Zalewem i Kisielicami. W okresie międzywojennym Susz wciąż był miastem powiatowym i liczył w 1939 4284 mieszkańców, jednak wzrastające znaczenie Iławy oraz zniszczenia w Suszu, powstałe w wyniku działań wojennych, sprawiły, że w 1946 r. siedzibą powiatu stała się Iława (choć aż do końca 1958 pozostawał pod nazwą powiat suski). Obecną nazwę administracyjnie zatwierdzono 19 maja 1946. Podczas II wojny światowej istniał w Suszu podobóz obozu koncentracyjnego Stutthof.
W latach 1975–1998 miejscowość należała administracyjnie do województwa elbląskiego.

## Demografia
Według danych z 31 grudnia 2021 Susz liczył 5308 mieszkańców.

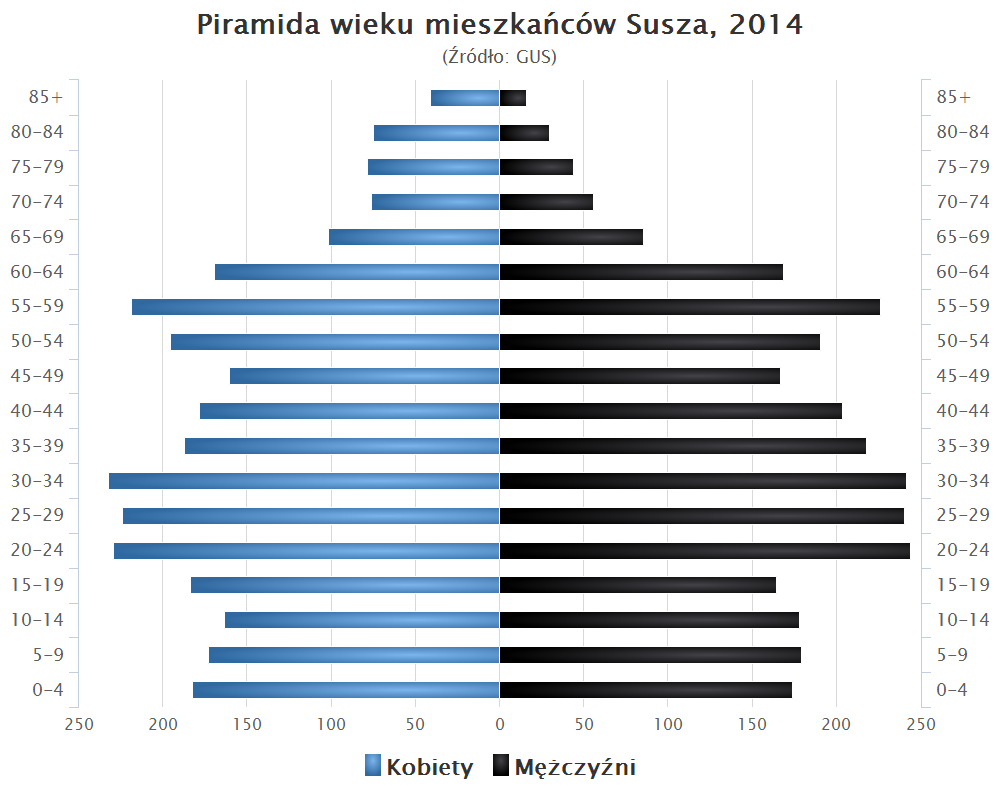
Piramida wieku mieszkańców Susza w 2014 roku

## Zabytki

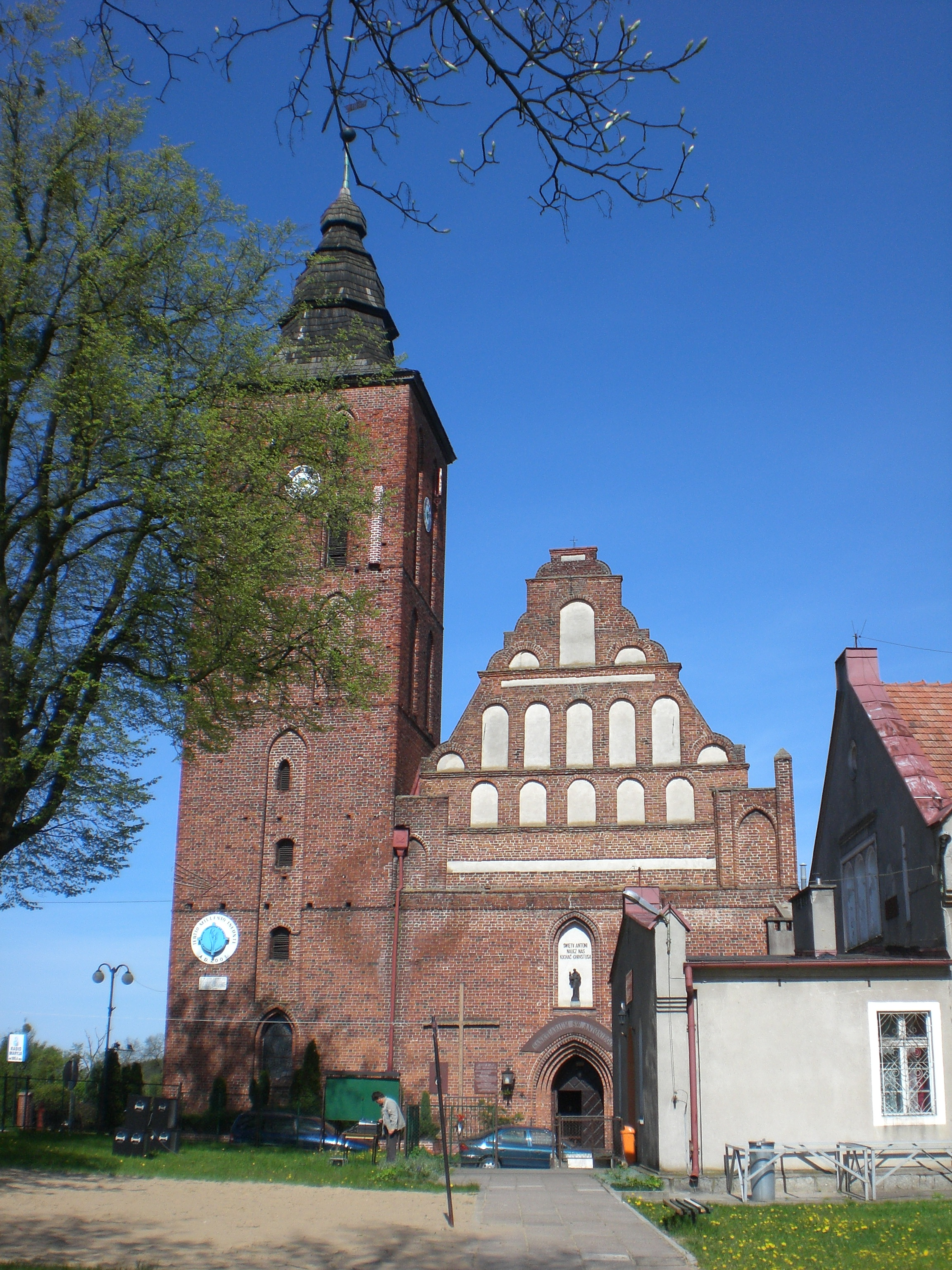
Gotycki kościół św. Antoniego Padewskiego

- kościół pw. św. Antoniego Padewskiego (obecnie sanktuarium) z XIV wieku, kaplica północna z początku XVI wieku, a szczyt zachodni z przełomu XVI i XVII wieku,
- fragmenty gotyckich murów miejskich,
- kościół parafialny pw. św. Rozalii, wybudowany w latach 1904–1905 w stylu neogotyckim,
- gmach poczty z XIX w.,
- wieża ciśnień z l. 1914–1915,
- synagoga wybudowana w 1868 roku,
- domy z XVIII, XIX i XX w.,
- zachowane w dobrym stanie średniowieczne krzyżackie grodzisko na planie czworoboku[8], położone nad jeziorem Suskim,
- park (odrestaurowany, odnowiono m.in. fontannę),
- gazownia z 1907 r.,
- historyczny układ przestrzenny z kwadratowym rynkiem wewnątrz owalnego Starego Miasta[15].

## Wspólnoty wyznaniowe
- Kościół greckokatolicki:
  - parafia św. Rozalii[16]
- Kościół rzymskokatolicki:
  - parafia św. Antoniego Padewskiego[17]
  - parafia św. Rozalii[18]

## Sport
- LKS Unia Susz
- Centrum Sportu i Rekreacji im. Jana Pawła II – jest organizatorem życia sportowego w Suszu. Organizuje zawody, turnieje dla dzieci, młodzieży oraz dorosłych. Prowadzi zajęcia w następujących sekcjach sportowych: kick-boxing i tenis stołowy. Prowadzone są także zajęcia aerobicu, piłki siatkowej, halowej piłki nożnej[19].

W Suszu od 1992 r. rozgrywane są coroczne zawody triathlonowe. Wtedy pierwszy raz rozegrano tu Mistrzostwa Polski na dystansie olimpijskim (kolejne miały miejsce w latach: 1993, 1996 i 1997). Impreza jest organizowana przy współpracy Burmistrza Gminy i Miasta oraz wielu działaczy sportowych. Obecnie odbywa się pod nazwą EuCO Susz Triathlon. W zawodach brali udział tacy sportowcy jak: Bevan Docherty (Nowa Zelandia), dwukrotny medalista olimpijski z Aten i Pekinu, mistrz świata z 2004 roku, Tim Don (Wielka Brytania), mistrz świata z 2006 r. czy Filip Ospalý (Czechy), mistrz Europy z 2001 roku.
W Suszu odbyły się także zawody Pucharu Europy (1998), które były transmitowane w telewizji Eurosport.
Corocznie od 2009 r. w Suszu odbywa się Ogólnopolski Turniej Tańca Towarzyskiego o Puchar Burmistrza Gminy i Miasta Susz, organizowany przez Szkołę Tańca J&K Drobotko Konrad oraz Suski Ośrodek Kultury.

## Transport
Przez miasto przechodzą drogi:

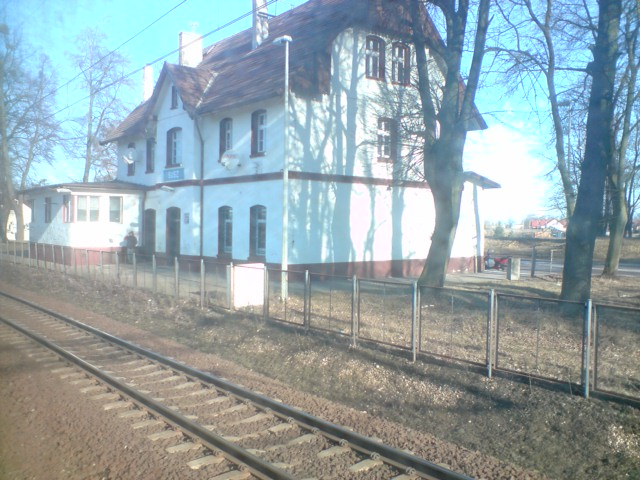
Dworzec kolejowy

- Droga wojewódzka nr 515 Susz – Dzierzgoń – Malbork,
- Droga wojewódzka nr 521 Kwidzyn – Prabuty – Susz – Iława.

W mieście znajduje się stacja kolejowa Susz na linii kolejowej nr 9.

## Współpraca międzynarodowa
Miasta i gminy partnerskie:
- Jarmen[22]